# Vranjska Banja
Vranjska Banja (en serbe cyrillique : Врањска Бања) est une ville de Serbie et une municipalité urbaine située sur le territoire de la Ville de Vranje, district de Pčinja. Au recensement de 2011, elle comptait 5 332 habitants.
Vranjska Banja est une importante station thermale. On y soigne notamment les rhumatismes dégénératifs et les troubles post-traumatiques.

## Démographie

### Évolution historique de la population
| 1948  | 1953  | 1961  | 1971  | 1981  | 1991  | 2002  | 2011  |
| ----- | ----- | ----- | ----- | ----- | ----- | ----- | ----- |
| 2 108 | 2 362 | 2 735 | 4 088 | 5 004 | 5 779 | 5 882 | 5 332 |

|  |